# 793 Arizona

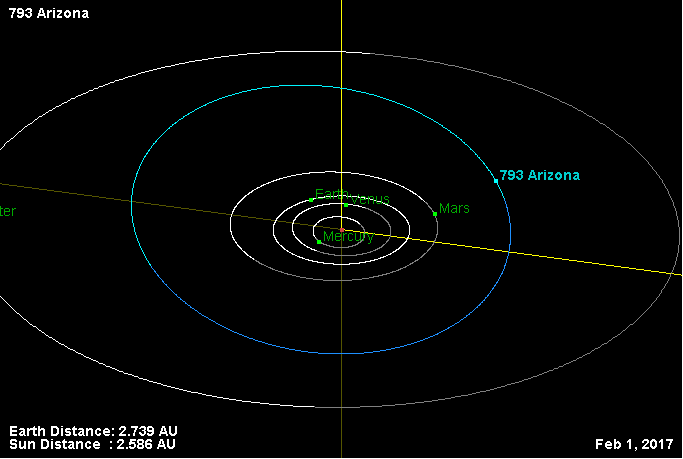

793 Arizona è un asteroide della fascia principale del diametro medio di circa 28,95 km. Scoperto nel 1907 da Percival Lowell, presenta un'orbita caratterizzata da un semiasse maggiore pari a 2,7963750 UA e da un'eccentricità di 0,1217740, inclinata di 15,80152° rispetto all'eclittica.
Il suo nome è un omaggio allo Stato dell'Arizona, negli Stati Uniti d'America.